# Хутер (Ајдахо)
Хутер (енгл. Huetter) град је у америчкој савезној држави Ајдахо.

## Демографија
По попису из 2010. године број становника је 100, што је 4 (4,2%) становника више него 2000. године.
| Група             | 2000.      | 2010.      |
| Белци             | 84 (87,5%) | 84 (84,0%) |
| Афроамериканци    | 0 (0,0%)   | 1 (1,0%)   |
| Азијати           | 0 (0,0%)   | 1 (1,0%)   |
| Хиспаноамериканци | 3 (3,1%)   | 7 (7,0%)   |
| Укупно            | 96         | 100        |